# Jeanne de Laval (1433-1498)
Pour les articles homonymes, voir Jeanne de Laval.
Jeanne de Laval, (10 novembre 1433, Auray – 19 décembre 1498, Beaufort-en-Vallée), fut reine consort de Naples et reine de Jérusalem (titulaire), duchesse de Bar, duchesse d'Anjou, comtesse du Maine et de Provence. Elle est la fille de Guy XIV de Laval et d'Isabelle de Bretagne. Elle s'est mariée le 10 septembre 1454 à Angers avec René d'Anjou (1409-1480), veuf d'Isabelle Ire de Lorraine.

## Le mariage

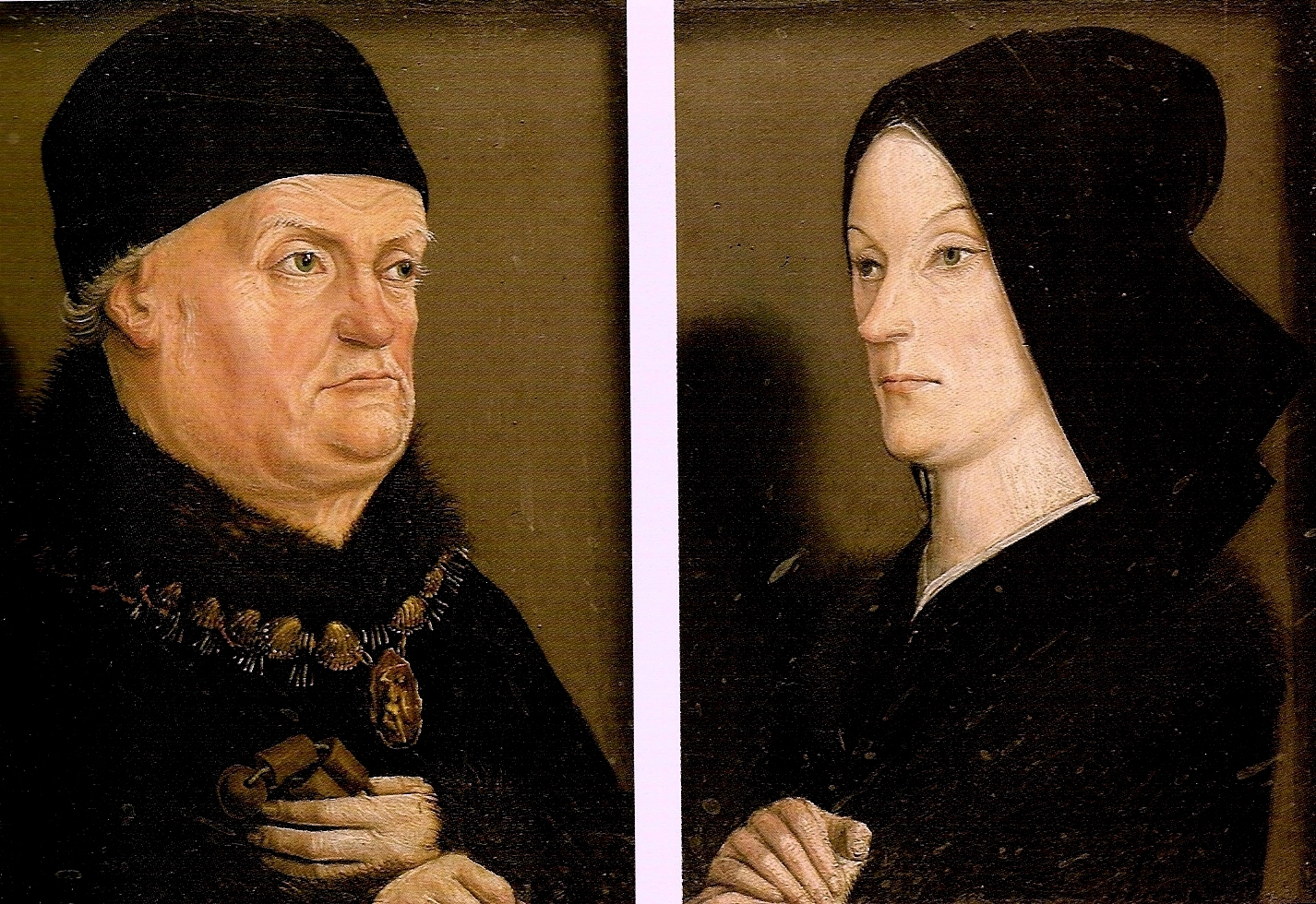
Le roi René et Jeanne de Laval (musée du Louvre).

Jeanne est née à Auray le 2 novembre 1433. En 1446, Jeanne participe avec son père Guy XIV au tournoi organisé par René d'Anjou à Saumur, et connu sous le nom d'Emprise du château de Joyeuse-Garde.
Deux ans après la mort d'Isabelle Ire de Lorraine, René d'Anjou charge ses seigneurs proches de lui trouver une seconde épouse. Pour  lors en la maison de Laval, y avoit une très belle fille nommée Jehanne, vertueuse, sage et bien conditionnée, et en bon aage d'estre mise en mariage ; il sembla bien aux barons d'Anjou que Dieu la leur avoit adressée pour leur prince, afin qu'ils n'eussent la peine d'aller chercher plus loing. René ayant agréé ce choix. Louis de Beauvau, sénéchal d'Anjou, Bertrand de Beauvau, grand-maître-d'hôtel de Sicile et seigneur de Précigné, Guy de Laval-Montmorency, seigneur de Loué, chevaliers, chambellans, ambassadeurs et procureurs du sérénissime duc d'Anjou, comte de Provence et roi de Sicile vinrent à Laval pour traiter du mariage.
Le contrat de mariage fut dressé le 3 septembre 1454 au château de Laval. La cérémonie fut magnifique et il y eut des réjouissances publiques pendant plusieurs jours.
De nouvelles fêtes attendaient la jeune épouse à Angers. Elle y fut accueillie à grande joye et lyesse et y fit une entrée solennelle et tryumphante. Le mariage est célébré le 10 à l'abbaye Saint-Nicolas d'Angers. Le roi et la reine firent leur entrée à Angers le 12.
Jeanne de Laval, qui était douce et affectueuse, semble avoir été très aimée par son mari (qui avait 24 ans de plus qu'elle et était veuf de la duchesse Isabelle Ire de Lorraine). Après avoir vécu trois ans dans les manoirs des environs d'Angers et de Saumur, le roi et la reine vécurent en Provence de 1457 à 1462, en Anjou de 1462 à 1469. Jeanne de Laval n'a jamais oublié son berceau familial, et a enrichi l'église des Dominicains, des Cordeliers, de Saint-Tugal à Laval par des verrières et des œuvres d'art.

## La cour du roi
Pierre Le Baud fut son secrétaire. À Aix-en-Provence et à Angers, elle participe avec son mari à une cour littéraire et savante. Le poème Regnauld et Jeanneton a été composé par le roi René en l'honneur de Jeanne de Laval, il n'est parfois pas impossible que celui-ci y ait mis une bonne dose de romanesque conventionnel. René d'Anjou et Jeanne de Laval seront peints par Nicolas Froment au XVe siècle. La reine Jeanne de Laval possédait un psautier richement enluminé (le ms. 41 de la bibliothèque municipale de Poitiers). Elle vit en Provence où elle se plaît de 1469 à 1480.

## La mort de René d'Anjou
René Ier mourut à Aix-en-Provence le 10 juillet 1480. Les Provençaux désiraient garder la dépouille du bon roi René sur leurs terres, mais Jeanne de Laval décida de respecter les dernières volontés de son époux et de le faire enterrer en la cathédrale Saint-Maurice d'Angers aux côtés de sa première épouse Isabelle Ire de Lorraine.
La reine organisa, de nuit, la fuite du corps du défunt en le dissimulant dans un tonneau. Une fois mis sur une embarcation, celle-ci s'éloigna discrètement sur le Rhône. Le corps du roi René arriva en Anjou et fut placé, avec honneur et dévotion, dans le tombeau qu'il avait fait réaliser lui-même dans la cathédrale d'Angers. Le roi René mort, sa fille Yolande déjà duchesse de Lorraine depuis 1473, transmet, à son fils René II, le duché de Bar.
Par son testament, René léguant tous ses droits et toutes ses seigneuries à Charles d'Anjou, son neveu, qui lui-même les transmit par testament, l'année suivante, au roi Louis XI. Jeanne de Laval fut chargée de veiller, avec Charles d'Anjou et René de Lorraine, à l'exécution des dernières volontés de son époux. René avait confirmé et augmenté le douaire de sa veuve (pas d'enfants du couple) ; il lui laissait la jouissance du duché d'Anjou, du comté de Beaufort, de la ville de Pertuis et autres places de Provence ; il lui léguait en outre plusieurs joyaux et meubles précieux.
Elle conserva l’usufruit du et la seigneurie de Mirebeau (qu'elle échange contre la baronnie d'Aubagne en Provence) et résidait tantôt à Beaufort, tantôt à Saumur. Elle est populaire pour sa bienveillance et sa générosité. Les habitants de Beaufort lui sont reconnaissants d'avoir réglementé l'usage des prairies communes. Elle fonda deux chapelles dans l'église d'Angers, l'une nommée Rivettes et l'autre l'Aumônerie qu'elle dota généreusement ; elle créa aussi des rentes et des revenus pour plusieurs services anniversaires, qui devaient être célébrés à perpétuité dans cette église.
Charles d'Anjou, non content d'avoir obtenu l'héritage de René d'Anjou au préjudice de René de Lorraine, petit-fils de René, voulut encore dépouiller Jeanne de Laval des biens que lui assuraient à la fois son contrat de mariage et le testament de son mari. Le roi Louis XI ordonna, par lettres du 3 avril 1480, que les meubles et joyaux fussent délivrés à Jeanne ; et Charles VIII, en 1487, la mit en possession régulière de tous les autres biens.

## La mort de Jeanne de Laval
Jeanne de Laval meurt à Beaufort en Vallée en 1498. À Saumur, une rue porte encore son nom « Reine de Sicile ».  Par son testament, daté du 25 août 1498, par lequel elle déclara son principal héritier le comte de Laval, son frère. Elle veut que son corps soit inhumé dans la cathédrale Saint-Maurice d'Angers et son cœur dans la chapelle Saint-Bernardin de l'église des Cordeliers d'Angers, auprès de celui de son époux. Outre les dons et les fondations déjà indiqués, elle assura plusieurs biens et fit présent d'une belle relique au prieuré de Sainte-Catherine de Laval. Elle enrichit aussi l'abbaye Saint-Nicolas d'Angers de plusieurs reliques richement enchâssées et entre autres du bras de saint Nicolas, orné d'un diamant.

## Représentation
Elle figure dans le triptyque du Buisson Ardent de la cathédrale d'Aix-en-Provence, et sur un tableau du musée de Cluny, où elle est représentée avec le roi René, écoutant la prédication de sainte Madeleine. Le Cabinet des médailles de la Bibliothèque nationale de France possède deux médailles, le roi René et la reine Jeanne datant de 1462. Une miniature la représente, entourée de ses dames, dans le manuscrit de la version française du Pèlerinage de la vie humaine (Bibliothèque de l'Arsenal).
Des monuments lui ont été élevés à Beaufort (1842) sur la place principale portant son nom, aux Rosiers (1875), et à Tarascon.
Une autre statue en pied grandeur nature de Jeanne de Laval est installée dans le « Jardin Public » du village de Noizay en Indre-et-Loire.